# Mesothoracaphis
Mesothoracaphis  (лат.) — род тлей из подсемейства Hormaphidinae (Nipponaphidini). Юго-Восточная Азия.

## Описание
Мелкие насекомые, длина около 1 мм.
Ассоциированы с растениями Loranthaceae, Viscaceae.
- Mesothoracaphis rappardi (Hille Ris Lambers & Takahashi)
  - =Thoracaphis rappardi Hille Ris Lambers & Takahashi[3]